# Olsztyński Klub Sportowy Stomil Olsztyn
L'Olsztyński Klub Sportowy Stomil Olsztyn, meglio noto come Stomil Olsztyn è una società calcistica polacca con sede nella città di Olsztyn. Gioca in I liga, la seconda divisione del campionato polacco di calcio.

## Storia
Lo Stomil Olsztyn venne fondato il 15 luglio 1945 nella città di Olsztyn, grazie all'iniziativa di un gruppo di ferrovieri. La prima partita della neonata squadra (battezzata inizialmente come Olsztyńskiemu Sports Club) fu contro il Gwardia Olsztyn, formazione oggi scomparsa.
Più tardi, si formarono in città due squadre: il Kolejowemu Klubowi Sportowemu (chiamato oggi Warmia Olsztyn) e il Olsztyńskiemu Sports Club (lo Stomil). Neanche così le squadre raggiunsero le leghe superiori, rimanendo legate a quelle regionali. Fu nel 1970 che lo Stomil ebbe la meglio sul Warmia, raggiungendo la III liga dopo aver lottato per più di venticinque anno per la promozione.
Lo Stomil rimase a lungo a metà classifica, raggiungendo la II liga grazie alla vittoria contro l'Odra Opole nei playoff del 1988. Dopo una stagione, tuttavia, retrocesse immediatamente. Tornò nel secondo livello nel 1991, restandoci per tre stagioni, fino alla vittoria che porta alla storica promozione in I liga, dove rimase per otto anni, prima di retrocedere. Il massimo risultato raggiunto fu il sesto posto del 1995/1996.
Al termine della stagione 2002/2003 la società venne sciolta, e costretta a ripartire dalla IV liga. Lo Stomil iniziò così una cavalcata per tornare nei livelli alti del calcio polacco, raggiungendo nuovamente la I liga, nel frattempo divenuto il nome della seconda divisione, nel 2012.
Da quell'anno, lo Stomil gioca in I liga.

## Cronistoria

### Cambiamenti del nome
- 1945 – OKS Olsztyn
- 1970 – OKS OZOS Olsztyn
- 1973 – Stomil Olsztyn
- 2003 – Warmia i Mazury Olsztyn
- 2004 – OKS 1945 Olsztyn
- 2012 – OKS Stomil Olsztyn
- 2015 – Stomil Olsztyn SA

## Organico

### Rosa 2020-2021
Aggiornata al 27 novembre 2020.
| N. |                     | Ruolo | Calciatore             |
| -- | ------------------- | ----- | ---------------------- |
| 3  | Polonia (bandiera)  | D     | Rafał Remisz           |
| 6  | Polonia (bandiera)  | D     | Jonatan Straus         |
| 8  | Polonia (bandiera)  | C     | Maciej Spychała        |
| 11 | Polonia (bandiera)  | C     | Kamil Dajnowski        |
| 14 | Polonia (bandiera)  | A     | Filip Szabaciuk        |
| 15 | Polonia (bandiera)  | C     | Jakub Tecław .         |
| 30 | Polonia (bandiera)  | D     | Damian Sierant         |
| 37 | Polonia (bandiera)  | C     | Hubert SzramKka        |
| 55 | Polonia (bandiera)  | A     | Jakub Brdak            |
| 92 | Polonia (bandiera)  | P     | Jakub Kanclerz         |
|    | Lettonia (bandiera) | P     | Vjačeslavs Kudrjavcevs |
|    | Polonia (bandiera)  | P     | Krzysztof Bąkowski     |
|    | Polonia (bandiera)  | P     | Michał Sobieski        |

| N. |                         | Ruolo | Calciatore          |
| -- | ----------------------- | ----- | ------------------- |
|    | Polonia (bandiera)      | D     | Karol Żwir          |
|    | Polonia (bandiera)      | D     | Damian Ciechanowski |
|    | Polonia (bandiera)      | D     | Jakub Jurczak       |
|    | Polonia (bandiera)      | D     | Aleksander Kowalski |
|    | Polonia (bandiera)      | C     | Wojciech Reiman     |
|    | Polonia (bandiera)      | C     | Sebastian Jarosz    |
|    | Polonia (bandiera)      | C     | Filip Wojcik        |
|    | RD del Congo (bandiera) | C     | Merveille Fundambu  |
|    | Polonia (bandiera)      | C     | Aleksander Pawlak   |
|    | Polonia (bandiera)      | A     | Bartosz Florek      |
|    | Polonia (bandiera)      | A     | Szymon Rak          |